# Granica mozambicko-zimbabweńska
Granica mozambicko-zimbabweńska to granica międzypaństwowa dzieląca terytoria Mozambiku i Zimbabwe o długości 1231 kilometrów.
Początek granicy to trójstyk granic Zambii, Zimbabwe i Mozambiku nad rzeką Zambezi.
Następnie granica biegnie linią prostą do równoleżnika 16°S, w kierunku wschodnim by po dotarciu do rzeki Mucumbura przybrać kierunek południowo-wschodni dochodząc do rzeki Mazoe, którą przecina i przybiera kierunek południowy i krętą  linią dochodzi do rzeki Save (Sabi) przecina ją by od miejscowości Mavue, linią prostą w kierunku południowo-zachodnim dojść do trójstyku granic Mozambiku, Zimbabwe i RPA nad rzeką Limpopo w Pafuri.